# Dino Risi
Dino Risi (Milano, 23 dicembre 1916 – Roma, 7 giugno 2008) è stato un regista e sceneggiatore italiano, considerato uno dei massimi esponenti della commedia all'italiana, insieme a Mario Monicelli, Luigi Comencini ed Ettore Scola.

## Biografia
Nasce a Milano nel 1916, figlio secondogenito (dopo la sorella Mirella, 1916-1977) del medico Arnaldo Risi (che aveva assistito Gian Pietro Lucini) e di Giulia Mazzocchi, figlia a sua volta di Luigi Mazzocchi (1842-1925), garibaldino e importante ingegnere civile. Sua cugina è Elda Mazzocchi Scarzella, figlia di suo zio Cesare Mazzocchi (1876-1945), noto architetto. Dopo di lui nasce il fratello Nelo. Nell'ottobre del 1929, dodicenne, perde il padre.

### Gli esordi
Dopo aver studiato al Liceo classico Giovanni Berchet di Milano e conseguita la laurea in medicina e chirurgia all'Università di Milano, si rifiuta di diventare uno psichiatra, come avrebbe desiderato la madre, ed inizia la sua carriera cinematografica lavorando come aiuto regista per Mario Soldati e Alberto Lattuada. La sua prima opera è un cortometraggio girato nel 1946, Barboni, sulla disoccupazione a Milano. A questo ne fecero seguito altri, tra cui Buio in sala (1950), sempre girato in una Milano con ancora i segni e le macerie della guerra: storia di un viaggiatore di commercio impacciato e un po' depresso che, entrato in un cinema dove si proiettava un film western, ne esce più forte e risoluto (Risi parlò del cinema come "maestro di vita"). Il corto, che era costato duecentomila lire, fu venduto a Carlo Ponti per due milioni e il fatto contribuì a rafforzare la vocazione creativa in Risi, che si trasferì a Roma. Il suo primo lavoro nella Capitale, memore della sua esperienza ospedaliera, fu la scrittura del soggetto del film Anna (1951) di Alberto Lattuada.

### Anni cinquanta

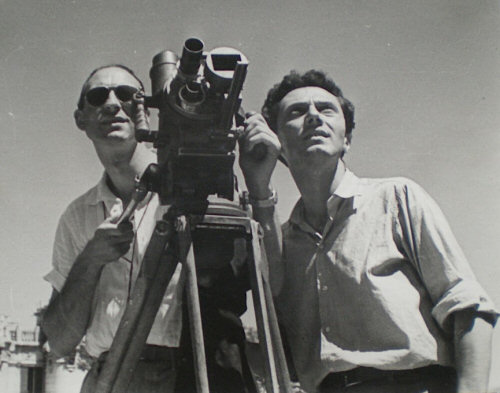
Dino Risi (a destra) e il direttore della fotografia Romolo Garroni

Nello stesso anno gira il suo primo lungometraggio, Vacanze col gangster, nel quale lanciò come attore cinematografico l'allora dodicenne Mario Girotti, il quale assunse in seguito il nome d'arte di Terence Hill.
Il successo arriva grazie a Pane, amore e... (1955), sequel dei fortunati Pane, amore e fantasia e Pane, amore e gelosia di Luigi Comencini, che raccontano le comiche imprese del maresciallo Carotenuto (interpretato da Vittorio De Sica in tutte e tre le pellicole - così come nell'ultimo Pane, amore e Andalusia, diretto però da Javier Setó).
Tuttavia Risi si impone con Poveri ma belli (1956), commedia girata con costi limitati ma che riscosse grande consenso di pubblico, tanto da avere anche due seguiti: Belle ma povere (1957) e Poveri milionari (1959).
Segue nello stesso anno Il vedovo, cinica satira di costume con Alberto Sordi affiancato da Franca Valeri; dopodiché dirige Vittorio Gassman ne Il mattatore (1960), film che vede la definitiva affermazione dell'attore genovese in ruoli comici, dopo l'exploit dei Soliti ignoti di Monicelli uscito due anni prima.

### Anni sessanta

Il sorpasso (1962)

Gli anni sessanta consacrano il cinema di Dino Risi, vari critici lo assimilano a Billy Wilder: offre infatti a Sordi un ruolo drammatico in Una vita difficile (1961) al fianco di Lea Massari, e rivoluziona la commedia privandola del lieto fine ne Il sorpasso (1962), la pellicola più indissolubilmente legata al suo nome, antesignana dei road-movie americani, storia di un cialtrone quarantenne (Vittorio Gassman) impegnato nella iniziazione alla vita di un timido e impacciato studente (Jean-Louis Trintignant), sullo sfondo dell'Italia del boom economico. Gassman è protagonista anche ne La marcia su Roma (1962) e ne I mostri (1963), entrambi con Ugo Tognazzi co-protagonista, e ne Il gaucho (1964), racconto al vetriolo della fallimentare trasferta argentina di un gruppo di scalcagnati cinematografari.
Risi offre un efficace bozzetto dell'Italia vacanziera ne L'ombrellone (1965), con Enrico Maria Salerno e Sandra Milo, per poi lavorare con Nino Manfredi e Totò in Operazione San Gennaro (1966) e nuovamente con Gassman ne Il tigre (1967) e Il profeta (1968).
Riesce a non far parlare Tognazzi per l'intero film Straziami, ma di baci saziami (1968), tutto giocato sugli stereotipi del facile romanticismo dei fotoromanzi e delle canzonette di Sanremo, e con la partecipazione della coppia Nino Manfredi-Pamela Tiffin.
Nel film a episodi Vedo nudo (1969, anno in cui a marzo perde la madre) affronta il tema della sessualità dopo il Sessantotto, con Manfredi interprete di sette personaggi diversi: sulla stessa falsariga seguiranno Sessomatto (1973), con Giancarlo Giannini e Laura Antonelli, e Sesso e volentieri (1982), con Johnny Dorelli, la Antonelli e Gloria Guida.

Profumo di donna (1974)

### Anni settanta
Nel 1971 fotografa i vizi e i difetti degli italiani in In nome del popolo italiano, con la coppia Tognazzi-Gassman, e La moglie del prete, con quella Loren-Mastroianni.
Passa poi al dramma psicologico con Profumo di donna (1974) e Anima persa (1977), due pellicole sul male di vivere, tratte entrambe da romanzi di Giovanni Arpino e interpretate da un ritrovato Gassman: di Profumo di donna sarà girato nel 1992 anche un remake hollywoodiano, Scent of a Woman, che varrà al protagonista Al Pacino il premio Oscar come miglior attore protagonista l'anno successivo.

### Anni ottanta e novanta
Tornato a lavorare insieme a Mario Monicelli e Ettore Scola ne I nuovi mostri (1977), un altro film a episodi, diseguale seguito dei Mostri di una quindicina di anni prima, negli stessi anni prosegue sul filone comico dirigendo ancora la coppia Tognazzi-Gassman in Telefoni bianchi (1976), Renato Pozzetto in Sono fotogenico (1980) e Lino Banfi ne Il commissario Lo Gatto (1986). Nel registro "serio" vanno invece ricordati Caro papà (1978), con l'industriale Gassman padre di un terrorista che designa proprio lui come prossima vittima di un attentato, Fantasma d'amore (1981), nel quale viene raccontata la nostalgica storia d'amore di un uomo (Marcello Mastroianni) che rincorre la defunta amante (Romy Schneider) per le strade di Pavia, e Scemo di guerra (1985), con Coluche e Beppe Grillo, tratto dal romanzo di Mario Tobino Il deserto della Libia, al quale una ventina d'anni dopo l'amico Monicelli s'ispirerà per il suo ultimo film, Le rose del deserto.
Negli anni novanta lavora per l'ultima volta con Gassman in Tolgo il disturbo (1990) e realizza Giovani e belli (1996), un remake di Poveri ma belli, con Ciccio Ingrassia: sono queste le sue due conclusive opere cinematografiche.
Nel 2002 riceve il Leone d'oro alla carriera.
Nel 2004 pubblica l'autobiografia I miei mostri ed è, inoltre, uno degli ospiti d'onore della prima edizione del "Festival della mente" di Sarzana (SP).

### Morte
Per una trentina di anni visse in un appartamento del residence Aldrovandi a Roma, nel cuore del quartiere Parioli, dove morì la mattina del 7 giugno 2008 a 91 anni, dopo una lunga malattia che gli fece desiderare l'eutanasia. Il suo corpo fu cremato e le ceneri disperse in Svizzera a Mürren (Berna), dove il regista aveva conosciuto la prima moglie Claudia Mosca.

## Vita privata
Era fratello del poeta e regista Nelo Risi (marito della scrittrice Edith Bruck), cugino di secondo grado della scrittrice Carla Porta Musa, e padre dei due registi Claudio Risi e Marco Risi.
In diverse sue opere Dino Risi ha sempre usato il cognome "Pacilli" per i personaggi che interpretavano dei medici: questo per inviare un saluto al suo vecchio compagno di università a Medicina Nino Pacilli.
Il libro Registi d'Italia di Barbara Palombelli contiene dichiarazioni sul suo ateismo: "Da ateo, ero esonerato dalla lezione di religione, potevo entrare più tardi e saltare la prima ora, ero invidiatissimo"; "Quando sarò al lumicino, voglio essere portato a finire in quel di Waterloo, in Belgio. Sono stato a vedere la tristissima pianura dove l'Imperatore fu sconfitto, non è un granché. Ma la prego di immaginare che bella figura farei io, ateo non pentito: «Dino Risi, nato a Milano, morto a Waterloo»".
È stato legato sentimentalmente per quasi quarant'anni a Leontine Snell, ballerina e attrice olandese, madre di Nathaly Caldonazzo.

## Omaggi
Nel luglio del 2009 nella città di Trani nasce il Circolo del Cinema Dino Risi, a lui appunto dedicato, presidenti onorari i figli Claudio e Marco Risi.

## Filmografia

### Regista

#### Cinema
- Vacanze col gangster (1952)
- Il viale della speranza (1953)
- Il segno di Venere (1955)
- Pane, amore e... (1955)
- Poveri ma belli (1956)
- La nonna Sabella (1957)
- Belle ma povere (1957)
- Venezia, la luna e tu (1958)
- Poveri milionari (1959)
- Il vedovo (1959)
- Il mattatore (1960)
- Un amore a Roma (1960)
- A porte chiuse (1961)
- Una vita difficile (1961)
- La marcia su Roma (1962)
- Il sorpasso (1962)
- Il successo (1963) – non accreditato
- I mostri (1963)
- Il giovedì (1964)
- Il gaucho (1964)
- Le bambole, episodio La telefonata (1965)
- I complessi, episodio Una giornata decisiva (1965)
- L'ombrellone (1965)
- I nostri mariti, episodio Il marito di Attilia (1966)
- Operazione San Gennaro (1966)
- Il tigre (1967)
- Il profeta (1968)
- Straziami, ma di baci saziami (1968)
- Vedo nudo (1969)
- Il giovane normale (1969)
- La moglie del prete (1970)
- Noi donne siamo fatte così (1971)
- In nome del popolo italiano (1971)
- Mordi e fuggi (1973)
- Sessomatto (1973)
- Profumo di donna (1974)
- Telefoni bianchi (1976)
- Anima persa (1977)
- La stanza del vescovo (1977)
- I nuovi mostri, episodi Con i saluti degli amici, Tantum ergo, Pornodiva, Mammina e mammone e Senza parole (1977)
- Primo amore (1978)
- Caro papà (1979)
- Sono fotogenico (1980)
- I seduttori della domenica, episodio Il carnet di Armando (1980)
- Fantasma d'amore (1981)
- Sesso e volentieri (1982)
- Dagobert (1984)
- Scemo di guerra (1985)
- Il commissario Lo Gatto (1986)
- Teresa (1987)
- Tolgo il disturbo (1990)
- Giovani e belli (1996)
- Esercizi di stile, episodio Myriam (1996)

#### Televisione
- ...e la vita continua – miniserie TV, 8 episodi (1984)
- Il vizio di vivere – film TV (1988)
- Quattro storie di donne – miniserie TV, episodio Carla (1989)
- La ciociara – miniserie TV, 2 episodi (1989)
- Vita coi figli – miniserie TV, 2 episodi (1990)
- Missione d'amore – miniserie TV, 3 episodi (1993)
- Le ragazze di Miss Italia – film TV (2002)

#### Cortometraggi
- I bersaglieri della signora (1946)
- Barboni (1946)
- Tigullio minore (1947)
- Pescatorella (1947)
- Verso la vita (1947)
- Strade di Napoli (1947)
- Cortili (1947)
- Cuore rivelatore (1947)
- La provincia dei sette laghi (1948)
- 1848 (1948)
- Vince il sistema (1949)
- Terra ladina (1949)
- La città dei traffici (1949)
- La fabbrica del Duomo (1949)
- Caccia in Brughiera (1950)
- La montagna di luce (1950)
- Segantini, il pittore della montagna (1950)
- Buio in sala (1950)
- Il grido della città (1950)
- L'isola bianca (1950)
- Fuga dalla città (1952)

#### Documentari
- Seduta spiritica (1949)
- Il siero della verità (1950)
- L'amore in città, episodio Paradiso per 4 ore (1953) – documentario
- Rudolf Nureyev alla Scala (2005) – video documentario firmato in co-regia col figlio Claudio

### Sceneggiatore
- Tigullio minore – cortometraggio documentaristico (1947)
- Vince il sistema – cortometraggio documentaristico (1949)
- Terra ladina – cortometraggio documentaristico (1949)
- Caccia in Brughiera – cortometraggio documentaristico (1950)
- Buio in sala – cortometraggio (1950)
- Canzoni per le strade (1950)
- L'isola bianca – cortometraggio documentaristico (1950)
- Anna (1951)
- Fuga dalla città – cortometraggio (1952)
- Totò e i re di Roma (1952)
- Gli eroi della domenica (1952)
- Il viale della speranza (1953)
- L'amore in città, episodio Paradiso per 3 ore (1953) – documentario
- Vacanze col gangster (1954)
- Il segno di Venere (1955)
- Pane, amore e... (1955)
- Montecarlo (1956)
- Poveri ma belli (1957)
- Belle ma povere (1957)
- La nonna Sabella (1957)
- Anna di Brooklyn (1958)
- Venezia, la luna e tu (1958)
- Poveri milionari (1959)
- Il vedovo (1959)
- Un amore a Roma (1960) – non accreditato
- A porte chiuse (1961)
- Il sorpasso (1962)
- I mostri (1963)
- Il giovedì (1964)
- Il gaucho (1964)
- I complessi, episodio Una giornata decisiva (1965)
- L'ombrellone (1965)
- Operazione San Gennaro (1966)
- Il tigre (1967)
- Il profeta (1968)
- Straziami, ma di baci saziami (1968)
- Vedo nudo (1969)
- Il giovane normale (1969)
- La moglie del prete (1970)
- Noi donne siamo fatte così, episodi Annunziata la mamma, Laura l'allumeuse, Teresa, schiava d'amore e Una giornata lavorativa (1971)
- Mordi e fuggi (1973)
- Sessomatto (1973)
- Profumo di donna (1974)
- Telefoni bianchi (1976)
- Anima persa (1977)
- La stanza del vescovo (1977)
- Primo amore (1978)
- Caro papà (1979)
- Sono fotogenico (1980)
- Fantasma d'amore (1981)
- Sesso e volentieri (1982)
- ...e la vita continua – miniserie TV (1984)
- Dagobert (1984)
- Il commissario Lo Gatto (1986)
- Teresa (1987)
- Il vizio di vivere – film TV (1988)
- La ciociara – film TV (1989)
- Tolgo il disturbo (1990)
- Vita coi figli – miniserie TV (1990)
- Scent of a Woman - Profumo di donna (Scent of a Woman) (1992) – personaggi dalla sceneggiatura originale di Profumo di donna
- Missione d'amore – miniserie TV, 3 episodi (1993)
- Giovani e belli (1996)
- Le ragazze di Miss Italia – film TV (2002)
- Ensemble, nous allons vivre une très, très grande histoire d'amour..., episodio Arte di vivere (2010)
- Buio in sala in 3D (2011) – soggetto originale

### Attore
- Proibito baciare, regia di Nicola Di Francescantonio (2000) - cameo

## Riconoscimenti
- Premio Oscar
  - 1976 – Candidatura alla migliore sceneggiatura non originale per Profumo di donna
- David di Donatello
  - 1975 – Miglior regista per Profumo di donna
  - 2005 – David di Donatello speciale
- Mostra del Cinema di Venezia
  - 1987 – Premio Pietro Bianchi
  - 2002 – Leone d'oro alla carriera
- Premio César
  - 1976 – Miglior film straniero per Profumo di donna